# 克城镇
克城镇，是中华人民共和国山西省临汾市蒲县下辖的一个乡镇级行政单位。地处蒲县东北部，东通洪洞县山头乡，南邻太林乡，西连隰县午城镇、黄土镇，北毗汾西县佃坪乡。

## 行政区划
克城镇下辖以下地区：
克城村、下柳村、河北村、许家沟村、夏柏村、张公庄村、阁老掌村、马武村、梁路村、公峪村、连捷山村、东辛庄村和北辛庄村。